# 長身片鱂脂鯉
長身片鱂脂鯉，為輻鰭魚綱脂鯉目脂鯉亞目鱂脂鯉科的其一種，分布於南美洲秘魯及厄瓜多安地斯山脈的淡水流域，體長可達14.3公分，棲息水流快速的溪流，生活習性不明。
其种加词“elongata”意为“长的”。